# Bartonsville (Maryland)
Bartonsville statisztikai település az Amerikai Egyesült Államok Maryland államában, Frederick megyében. Lakosainak száma 2753 fő (2020. április 1.).

## Népesség
A település népességének változása:

| 2010 | 1 451 |
| 2020 | 2 753 |